# Repubblica di Alba

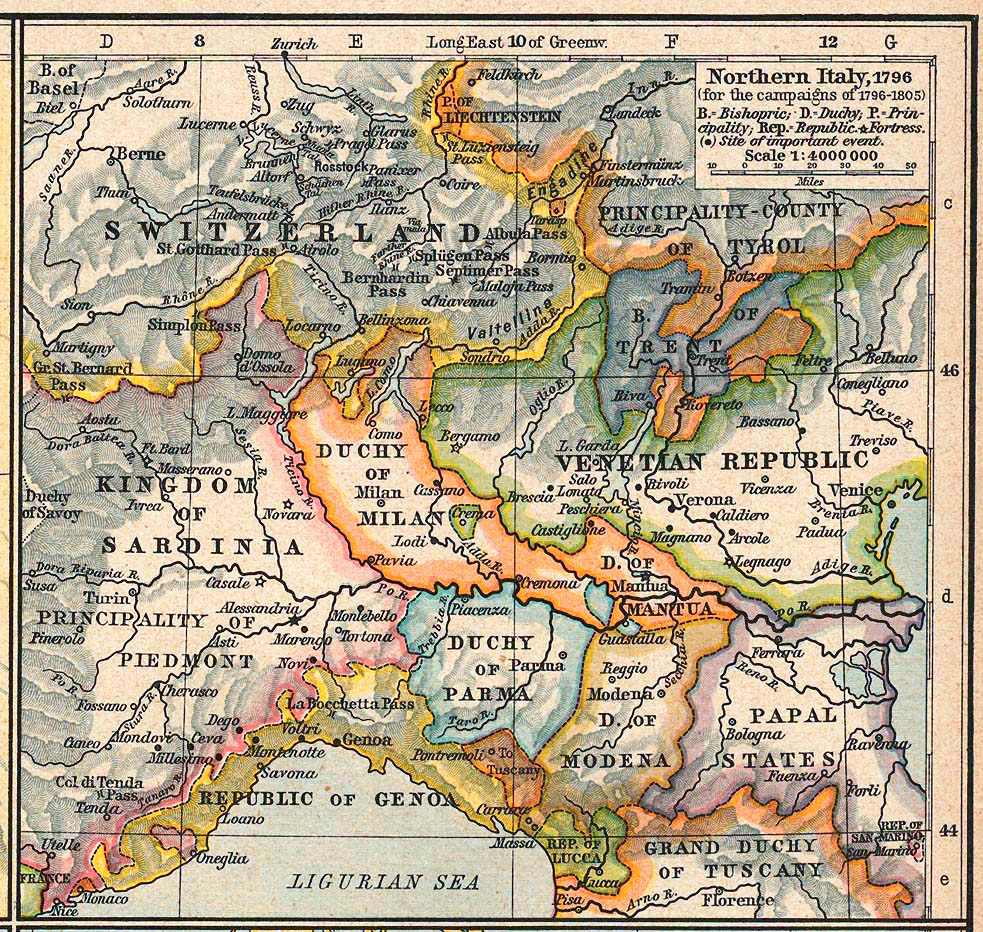
Gli stati italiani nel 1796, alla vigilia dell'invasione napoleonica

La Repubblica di Alba fu una repubblica sorella della Prima Repubblica francese che ebbe esistenza brevissima (dal 26 al 28 aprile 1796). Non va confusa con la Repubblica Piemontese e la Repubblica Subalpina, due governi giacobini nati negli anni immediatamente successivi in Piemonte.

## Storia
Dopo la discesa in Italia del giovane generale Bonaparte al comando dell'Armata d'Italia e le vittoriose battaglie di Montenotte (11/12 aprile), Millesimo (13/14 aprile); e Dego (14 e 15 aprile) e quelle di Ceva e Mondovì (21 aprile),, il 26 aprile 1796 le truppe francesi giunsero sino alla città di Alba occupandola; subito vi si insediò una municipalità rivoluzionaria guidata dai patrioti Ignazio Bonafous e Giovanni Antonio Ranza.
Venne proclamata la repubblica giacobina di Alba, che nei progetti dei due doveva diventare l'avamposto per l'unificazione dell'Italia e della diffusione degli ideali di libertà portati dalla Francia. Nelle ore immediatamente successive alla proclamazione della repubblica, Alba impose delle pesanti contribuzioni alle comunità limitrofe, come Guarene, Corneliano e Castagnito; se queste comunità accettarono di sottomettersi, diversamente andò a Sommariva Perno, Vezza e Canale, che si rifiutarono di contribuire alla causa repubblicana. Ranza si occupò anche del disegno della bandiera della neonata repubblica. Come colori furono scelti il rosso ed il blu, che rappresentano la Francia, e l'arancione, che ricordava l'arancia, simbolo di libertà presso la repubblica Francese.
La repubblica ebbe vita breve: il 28 aprile, con la firma dell'armistizio di Cherasco a palazzo Salmatoris, Vittorio Amedeo III di Savoia recuperava Alba. Conseguentemente al trattato, il generale Signoris entrò in città e ne riprese facilmente il comando. Ignazio Bonafous, fatto prigioniero, nel tentativo di salvarsi scrisse al re per scagionarsi dalle accuse.
Tuttavia, pur riprendendo Alba e mantenendo ancora il controllo di Torino, a causa delle sconfitte subite il re dovette cedere ai francesi le fortezze di Cuneo, Ceva, Alessandria e Tortona, concedendo inoltre il libero passaggio delle truppe napoleoniche attraverso il Piemonte per continuare la guerra contro l'Austria. Con la battaglia di Lodi, il 10 maggio 1796, e la sconfitta del generale austriaco Jean-Pierre de Beaulieu, Napoleone si aprì la strada per la conquista di Milano. Infine, il 15 maggio 1796, con il trattato di pace di Parigi, la Contea di Nizza e il Ducato di Savoia passarono dal Regno di Sardegna alla Francia.